# Herca (region)
     Bukowina północna
     Herca
     północny skrawek Besarabii
     Ukraińcy
     Rumuni (w tym Mołdawianie)
     Rosjanie (w tym Lipowanie)
     Żydzi

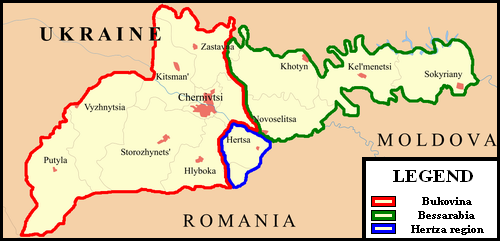
Granice regionów historycznych w obwodzie czerniowieckim:
Bukowina północna
Herca
północny skrawek Besarabii

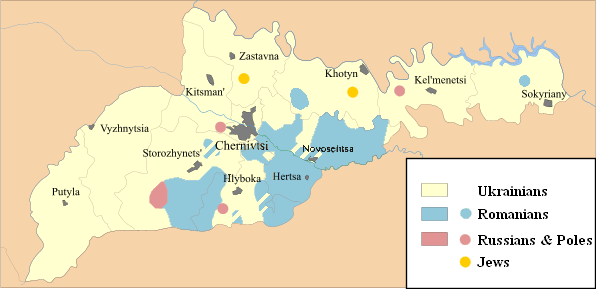
Stosunki etniczne w obwodzie czerwniowieckim:
Ukraińcy
Rumuni (w tym Mołdawianie)
Rosjanie (w tym Lipowanie)
Żydzi

Herca (rum. Ținutul Herța, ukr. Край Герца, Kraj Herca) – region historyczny w południowo-zachodniej części Ukrainy, przy granicy z Rumunią, część historycznej Mołdawii. Pokrywa się obszarowo z rejonem hercańskim. Populacja regionu w 2001 roku wynosiła 32 300 osób, z tego 93% stanowili Rumuni.
W XVIII i XIX wieku Herca była częścią Hospodarstwa Mołdawskiego. W dwudziestoleciu międzywojennym było częścią Królestwa Rumunii. W 1940, na skutek nacisków Józefa Stalina na Królestwo Rumunii została włączona do ZSRR, był to skutek wcześniejszego porozumienia niemiecko-radzieckiego. Po wybuchu wojny niemiecko-radzieckiej Rumunia odzyskała te terytoria i kontrolowała je do 1944 roku, gdy zdobyła je Armia Czerwona. Pokój paryski uznał w 1947 roku radzieckie panowanie w Hercy. Od rozpadu ZSRR stanowi część Ukrainy.
Obecnie Rumunia nie zgłasza roszczeń terytorialnych do regionu Hercy, co potwierdzają porozumienia dwustronne pomiędzy tym krajem i Ukrainą.